# 김미화의 U
《김미화의 U》는 2005년 12월 1일부터 2008년 5월 1일까지 방송되었던 시사 교양 프로그램이다.

## 기획 의도
- 각 분야에서 일어나는 이슈와 각계 인사들의 인간적인 모습을 심도있게 하는 프로그램이다.